# Panjunan (Astanaanyar)
Panjunan is een bestuurslaag in het regentschap Kota Bandung van de provincie West-Java, Indonesië. Panjunan telt 6466 inwoners (volkstelling 2010).